# Anke Wischnewski
Anke Wischnewski (Annaberg-Buchholz, 5 januari 1978) is een Duitse rodelaarster. Ze vertegenwoordigde haar vaderland op de Olympische Winterspelen 2010 in Vancouver en op de Olympische Winterspelen 2014 in Sotsji.

## Carrière
Wischnewski maakte haar internationale debuut in het seizoen 2001/2002. Op de Europese kampioenschappen rodelen 2002 in Altenberg eindigde de Duitse op de vierde plaats. Tijdens de wereldkampioenschappen rodelen 2003 in Sigulda eindigde Wischnewski op de achtste plaats. In november 2004 boekte de Duitse in Altenberg haar eerste wereldbekerzege. In Park City nam Wischnewski deel aan de wereldkampioenschappen rodelen 2005, op dit toernooi veroverde ze de bronzen medaille. Op de wereldkampioenschappen rodelen 2007 in Igls sleepte ze de zilveren medaille in de wacht. Tijdens de Europese kampioenschappen rodelen 2008 in Cesana eindigde de Duitse op de zesde plaats. In Oberhof nam Wischnewsk deel aan de wereldkampioenschappen rodelen 2008, op dit toernooi eindigde ze op de vijfde plaats. Op de wereldkampioenschappen rodelen 2009 in Lake Placid eindigde de Duitse op de tiende plaats.

## Resultaten

### Olympische Spelen
| Jaar | Plaats    | Resultaten     |
| ---- | --------- | -------------- |
| 2010 | Vancouver | 5e Individueel |
| 2014 | Sotsji    | 6e Individueel |

### Wereldkampioenschappen
| Jaar | Plaats      | Resultaten      |
| ---- | ----------- | --------------- |
| 2003 | Sigulda     | 8e Individueel  |
| 2005 | Park City   | Individueel     |
| 2007 | Igls        | Individueel     |
| 2008 | Oberhof     | 5e Individueel  |
| 2009 | Lake Placid | 10e Individueel |

### Europese kampioenschappen
| Jaar | Plaats    | Resultaten     |
| ---- | --------- | -------------- |
| 2002 | Altenberg | 4e Individueel |
| 2008 | Cesana    | 6e Individueel |

### Wereldbeker
| Seizoen   | Plaats |
| --------- | ------ |
| 2002/2003 | 4e     |
| 2003/2004 | 10e    |
| 2004/2005 | 5e     |
| 2005/2006 | 14e    |
| 2006/2007 | Brons  |
| 2007/2008 | 4e     |
| 2008/2009 | 10e    |